# Infekční laryngotracheitida drůbeže
Infekční laryngotracheitida drůbeže je akutní, prudce nakažlivé onemocnění dýchacích cest, které postihuje hrabavou drůbež. Původcem nemoci je herpes virus. Podle veterinárního zákona se jedná o nebezpečnou nákazu, která podléhá hlášení.
K nákaze je vnímavý kur, krůta, bažanti a perličky. Nemoc není přenosná na jiné druhy zvířat kromě hrabavé drůbeže. Mimo hostitele je virus velmi odolný, kromě přímé nákazy kapénkovou infekcí od již nemocných kusů je proto možný (a častý) také nepřímý přenos, při kterém původce do hejna pronikne pomocí kontaminovaného krmiva, vody, pomůcek nebo na oděvech osob. Do organismu ptáků virus proniká přes sliznice dýchacího nebo trávicího traktu, nebo přes spojivku.
Inkubační doba trvá 5-12 dní. Typické klinické příznaky u akutní infekce jsou dyspnoe, chrapot, kašel, ptáci při nádechu natahují krky, mohou třepat hlavou a vykašlávat hlen a hnis. Častá je sinusitida a hnisavý výtok z nozder a očí. Kvůli nedostatečném u okysličování krve se může objevit cyanóza periferních částí těla. Ptácí jsou malátní, neaktivní a nepřijímají potravu, u nosnic dochází k poklesu snášky.
Patognomickým nálezem je krev, hlen a sýrovitý zánětlivý výpotek vytvářející se v průdušnici postižených ptáků, histologicky je patrná nekrotická tracheitida s deskvamací epitelií, v počátečních fázích nemoci lze nalézt také intranukleární virové inkluze.
V hejnu se nemoc rychle šíří, morbidita může dosáhnout až 80%, mortalita pak v případě nákazy virulentním kmenem viru až 50%